# 改正刑法草案
改正刑法草案（かいせいけいほうそうあん）とは、1974年（昭和49年）5月29日に法務省法制審議会総会で決定された刑法改正の草案である。

## 概略
刑法（明治40年4月24日法律第45号）は、犯罪に関する総則規定および犯罪の個別的要件やこれに対する刑罰を定める基本的法律である。制定以来、随時条文の改正や削除は行われていたものの、時代の変遷や社会情勢の変化に伴い、現行の刑法が想定していない問題も出現した。また、当時の刑法の条文は片仮名書き文語体の歴史的仮名遣のままで、法律の専門家以外には読解することも困難な状態となっていた。
そこで、法務大臣の諮問機関である法制審議会は、罪刑法定主義の明文化や先端的な争点に関する規定（原因において自由な行為、共謀共同正犯など）の新設、保安処分の規定や現代的な犯罪類型を定め、全文を平仮名口語体の現代仮名遣いとするなど、刑法の全面的な改正となる、全369条からなる改正刑法草案を決定した。
一般的な立法過程と異なり、法律案として閣議決定されることも国会に提出されることもなかったが、市販の六法全書等には、総則の部分が参考資料として掲載されている。

## 批判
改正刑法草案は、刑法制定から70年を経て累積していた問題を一気に片付けるため、それまで慎重に扱われてきた事柄や学説・裁判例において大きく意見が対立している争点についても、大胆に方針転換、明文化する規定も多く含まれた。このため、刑法学者や日本刑法学会、日本弁護士連合会や各種の人権団体などから、犯罪となる行為の範囲が広くなりすぎ、社会活動を萎縮させることや、内容が国家主義的であることなど、多くの批判を受けた。特に、保安処分を新設すると定めたことに関しては、責任主義の観点から大きな問題があるとして、強い批判を受けることとなった。

## 内容
改正刑法草案（昭和49年5月29日法制審議会決定）:抜粋
第一編　総則
| 主題                        | 法文 | 現行法・判例                                                                   |
| --------------------------- | --- | ------------------------------------------------------------------------------ |
| 罪刑法定主義                | 第一条（罪刑法定主義） 法律の規定によるのでなければ、いかなる行為も、これを処罰することはできない。 | 罪刑法定主義に関する規定としては、憲法31条がある。                             |
| 事後法の禁止                | 第二条（刑法の時に関する効力） 1 法律上罰せられなかった行為は、事後の法律によってこれを処罰することができない。 | 事後法の禁止に関する規定としては、憲法39条がある。                             |
| 少年事犯                    | 第十条（少年に関する特則） 少年については、別に少年に関して定める法律の規定によるほか、この法律を適用する。 | 「少年に関して定める法律」には、少年法がある。                                 |
| 不真正不作為犯              | 第十二条（不作為による作為犯） 罪となるべき事実の発生を防止する責任を負う者が、その発生を防止することができたにもかかわらず、ことさらにこれを防止しないことによつてその事実を発生させたときは、作為によつて罪となるべき事実を生ぜしめた者と同じである。 | 判例には不真正不作為犯の成立を認めたと解されるものがある。                     |
| 原因において自由な行為      | 第十七条（みずから招いた精神の障害） 1 故意に、みずから精神の障害を招いて罪となるべき事実を生ぜしめた者には、前条の規定を適用しない。 2 過失により、みずから精神の障害を招いて罪となるべき事実を生ぜしめた者についても、前項と同じである。 | 判例には原因において自由な行為によって犯罪の成立を認めたと解されるものがある。 |
| 結果的加重犯                | 第二十二条（結果的加重犯） 結果の発生によつて刑を加重する罪について、その結果を予見することが不能であつたときは、加重犯として処断することはできない。 |                                                                                |
| 不能犯                      | 第二十五条（不能犯） 行為が、その性質上、結果を発生させることのおよそ不能なものであつたときは、未遂犯としてはこれを罰しない。 |                                                                                |
| 正犯、共謀共同正犯          | 第二十六条（正犯） 1 みずから犯罪を実行した者は、正犯である。 2 正犯でない他人を利用して犯罪を実行した者も、正犯とする。 第二十七条（共謀共同正犯） 1 二人以上共同して犯罪を実行した者は、みな正犯とする。 2 二人以上で犯罪の実行を謀議し、共謀者の或る者が共同の意思に基づいてこれを実行したときは、他の共謀者もまた正犯とする。 |                                                                                |
| 行刑方針                    | 第四十七条（行刑上の処遇） 刑事施設における行刑は、法令の定めるところに従い、できるだけ受刑者の個性に応じて、その改善更生をはかるものとする。 |                                                                                |
| 科刑の一般基準              | 第四十八条（一般基準） 1 刑は、犯人の責任に応じて量定しなければならない。 2 刑の適用にあたつては、犯人の年齢、性格、経歴及び環境、犯罪の動機、方法、結果及び社会的影響、犯罪後における犯人の態度その他の事情を考慮し、犯罪の抑制及び犯人の改善更生に役立つことを目的としなければならない。 3 死刑の適用は、特に慎重でなければならない。 |                                                                                |
| 常習累犯                    | 第五十八条（常習累犯） 六月以上の懲役に処せられた累犯者が、更に罪を犯し、累犯として有期の懲役をもつて処断すべき場合において、犯人が常習者と認められるときは、これを常習累犯とする。 |                                                                                |
| 不定期刑                    | 第五十九条（不定期刑の言渡） 1 常習累犯に対しては、不定期刑を言い渡すことができる。 2 競合犯のうちに前項の不定期刑を言い渡すことのできる罪とできない罪とがあるときは、第六十一条（競合犯の処断）の規定により、不定期刑を言い渡すことのできる罪の刑によつて処断すべき場合に限り、不定期刑を言い渡すことができる。 3 第一項の不定期刑は、処断刑の範囲内において長期と短期とを定めてこれを言い渡す。但し、処断刑の短期が一年未満であるときは、これを一年とする。 |                                                                                |
| 没収                        | 第七十六条（没収の特例） 没収、追徴又は使用を不能にする処分は、第十六条第一項（責任能力）又は第十八条（責任年齢）の規定により行為者を罰することができない場合でも、なおすることができる。 第七十八条（独立の処分） 没収、追徴又は使用を不能にする処分は、その要件が存在するときは、行為者に対して訴追又は有罪の言渡がない場合においても、これを言い渡すことができる。                                                                                         |                                                                                |
| 仮釈放                      | 第八十一条（仮釈放の要件） |                                                                                |
| 保護観察                    | 第八十八条（保護観察） |                                                                                |
| 追徴の時効                  | 第九十五条（追徴の時効） |                                                                                |
| 保安処分                    | 第九十七条（保安処分の種類・言渡） |                                                                                |
| 滞納留置及び 保安処分の期間 | 第百十六条（滞納留置及び保安処分の期間） 前二条の規定は、滞納留置及び保安処分に準用する。 |                                                                                |

第二編　各則
| 主題                 | 条文 | 現行法・判例                           |
| -------------------- | --- | -------------------------------------- |
| 国交に関する罪       | 第百二十六条（私戦） 1 外国に対して私的に武力を行使した者は、無期又は一年以上の禁固に処する。 2 前項の罪の未遂犯は、これを罰する。 | 私戦予備及び陰謀の罪は現行刑法にある。 |
| 国交に関する罪       | 第百二十八条（外国の元首に対する暴行・脅迫・侮辱） 第百二十九条（外国の使節に対する暴行・脅迫・侮辱） |                                        |
| 職務に関する罪       | 第百四十二条（周旋第三者収賄） 公務員が、請託を受けて、他の公務員にその職務上不正の行為をし又は相当の行為をさせないように周旋すること又は周旋したことの報酬として、第三者に賄賂を供与させ、又はその供与を要求し、若しくは約束したときは、三年以下の懲役に処する。 |                                        |
| 公共の健康に関する罪 | 第二百十一条（過失による飲食物等毒物混入・毒物等の放流） 1 過失により、多数人の飲食に供する物若しくはその原料又は水道によって公衆に供給する飲料水若しくはその水源に、毒物その他健康に害のある物を混入して、人の生命又は身体に対する危険を生ぜしめた者は、一年以下の禁固又は二十万円以下の罰金に処する。 2 過失により、毒物その他健康に害のある物を放出し、投棄し、散布し、又は流出させて、大気、土壌、又は河川その他の公共の水域を汚染し、公衆の生命又は身体に対する危険を生ぜしめた者も、前項と同じである。 3 業務上必要な注意を怠り、前二項の罪を犯した者は、三年以下の禁固又は三十万円以下の罰金に処する。重大な過失によって、前二項の罪を犯した者も、同じである。 |                                        |
| 風俗を害する罪       | 第二百四十六条（営利目的のわいせつ行為） 営利の目的で、わいせつな行為を観覧させた者は、二年以下の懲役又は五十万円以下の罰金に処する。 |                                        |
| 傷害及び暴行の罪     | 第二百六十一条（重傷害） 人の身体を傷害し、その結果、死の危険を生ぜしめた者は、一年以上十年以下の懲役に処する。人を身体障害者にし、その他身体に重大な損傷を生ぜしめ、又は永続的な機能障害若しくは疾病にかからせた者も、同じである。 |                                        |
| 秘密を侵す罪         | 第三百十八条（企業秘密の漏示） 企業の役員又は従業員が、正当な理由がないのに、その企業の生産方法その他の技術に関する秘密を第三者に漏らしたときは、三年以下の懲役又は五十万円以下の罰金に処する。これらの地位にあった者が、その企業の生産方法その他の技術に関する秘密を守るべき法律上の義務に違反して、これを第三者に漏らしたときも、同じである。 |                                        |
| 恐喝の罪             | 第三百四十六条（準恐喝） 人を威迫し又は人の私生活若しくは業務の平穏を害するような言動により、人を困惑させて、財物を交付させ、又は財産上不法の利益を得、若しくは第三者にこれを得させた者は、七年以下の懲役に処する。 |                                        |
| 盗品等に関する罪     | 第三百五十九条（営利目的の盗品等取得等） 1 営利の目的で、前条の罪を犯した者は、十年以下の懲役に処する。 2 前項の罪を犯した者に対しては、情状により、百万円以下の罰金を併科することができる。 |                                        |
| 損壊の罪             | 第三百六十五条（過失建造物破壊） 業務上必要な注意を怠り、他人の建造物を破壊した者は、一年以下の禁固又は二十万円以下の罰金に処する。重大な過失によって、他人の建造物を破壊した者も、同じである。 |                                        |

## その後
その後の刑法改正において、1995年（平成7年）に条文の平易化（口語化）を目的とする刑法の改正が行われた。また、批判の強かった保安処分を念頭においたと思われる心神喪失等の状態で重大な他害行為を行った者の医療及び観察等に関する法律が制定されたり、法定刑の変更等で、改正刑法草案の相当程度が法律化されている。